# باشگاه فوتبال لوکوموتیو نیژنی نووگورود
باشگاه فوتبال لوکوموتیو نیژنی نووگورود (انگلیسی: FC Lokomotiv Nizhny Novgorod) یک باشگاه فوتبال در شهر نیژنی نووگوروددر کشور روسیه است. این باشگاه در لیگ برتر فوتبال روسیه بازی می‌کند. این باشگاه در سال ۱۹۱۶ تأسیس شد و هم اکنون منحل شده است. ورزشگاه لوکوموتیو محل برگزاری بازی‌های خانگی این باشگاه بود.

## بازیکنان سرشناس
- سرگی گورلوکویچ
- ولادیمیر تاتارچوک
- آندری موسیسیان
- آرتور پتروسیان
- آرسن آواکوف